# Miňovce
Miňovce é um município da Eslováquia, situado no distrito de Stropkov, na região de Prešov. Tem 6 km² de área e sua população em 2018 foi estimada em 338 habitantes.

## Demografia
| Ano:        | 1994 | 2004 | 2014   | 2024   |
| ----------- | ---- | ---- | ------ | ------ |
| Broj ljudi: | 348  | 348  | 329    | 338    |
| Razlika:    |      | +0%  | -5,45% | +2,73% |

| Ano:               | 2023 | 2024   |
| ------------------ | ---- | ------ |
| Número de pessoas: | 339  | 338    |
| Diferença:         |      | -0,29% |